# آل کثیر
آلِ کَثیر عشیرهٔ عرب شیعی‌مذهب خوزستان است. مردم این عشیره در اهواز، آبادان، شوش،حومه جنوبی، منطقهٔ میاناب، کرخه و روستاهای پیرامون زندگی می‌کنند. آل کثیر به سه تیرهٔ بزرگ بیت سعد و بیت کریم و بیت ناصر تقسیم می‌شود و نام‌های خانوادگی رایج این قبیله حیدری آل کثیر، الکثیر، سعدی آل کثیر، خنیفری، کثیر، کثیری، کرامت، خنیفر، حیدری، ناصری، مساعد سلطانی،حسین شایعی، ناصر، خنفری، بنی سعد، بنیانی و جم است.

## منشأ نام
روایات بازگو شده در این نکته همداستانند که واژهٔ «کثیر» که به کثیر بن مالک جد قبایل آل کثیر اشاره می‌کند به عنوان نام خانوادگی قبایل آل کثیر انتخاب شده‌است.

## پیشینه
قبیله آل کثیر متعلق به عرب‌هایی هستند که در دوره مشعشعیان و به ویژه پس از وفات سید مبارک مشعشعی به عنوان یکی از قبایل تأثیرگذار در عرصه منازعات و کشکمش‌های قدرتمند، نام آن بر سر زبان‌ها افتاد. به گفته جهانگیر قائم مقامی آل کثیر در زمان مشعشعیان از عراق به خوزستان مهاجرت کرده، اول در غرب خوزستان (هویزه). برگ‌نیسی هم‌زمان مهاجرت آل کثیر به خوزستان را همزمان با حکومت صفویه می‌داند آل کثیر در زمان صفویه مطرح بودند و دارای ارتباطات و مکاتبات با شاهان سلسله صفوی بودند.
در میان قبایل عرب سه قبیله می‌توان یافت که با آل کثیر همنامند: نخست قبیلهٔ کثیر حضرموت و در همدان الجوف در یمن، به‌ویژه یکی از بطنهای آن به نام بنی‌کثیر (کحاله، ۳/۹۷۸). دو دیگر قبیلهٔ فضول جنوب نجد که به دو تیرهٔ فضل و کثیر تقسیم می‌شود و نسب آن بر پایهٔ یک روایت مبهم به بني لام بازمی‌گردد (لاریمر، II(A)/۵۱۰). بنی‌لام از عشایرشناخته شدهٔ خوزستان است. سه دیگر، بنی ابی‌کثیر است که بطنی از لواتهٔ بربر است (سویدی، ۱۰۳) بنا به روایتی (تاریخ قبایل و عشایر عرب نوشته یوسف عزیزی) آل کثیر شاخه‌ای از عشیرهٔ آل فضل است (تحقیقات محلی مؤسسه آل کثیر) شمار زیادی از قبیله آل کثیر در کشورهای عمان و عربستان سعودی در مکه و اطراف آن و در مدینه و… نیز ساکنند (تحقیقات محلی نویسنده). برپایهٔ این روایت، (کتاب تذکره شوشتر) حُنَیْفِر نخستین نیای بیاد ماندهٔ عشیره، و به دلیل باهوشی و چابکی از توجه دستگاه حکومت مشعشعیان برخوردار شد و کار گردآوری مالیات منطقهٔ میاناب به وی واگذار گردید. خنیفر با دختر یکی از شیوخ بنی‌خالد ازدواج کرد و دارای فرزندانی به نامهای حیدر و سعد شد. در منطقهٔ میاناب طوایفی چند همچون معلّی، روس عُلَیْم (شامل زُهَیْریّه)، طُرَیْف، ظَبّه (ازبنی‌خالد)، عنافِجه، بني لام  عبدالخان و مهدیه می‌زیستند. هنگامی که مسئلهٔ اشتقاق نهر هرموشی که حفر آن به وسیلهٔ خنیفر از کرخه پیش‌آمد، طایفهٔ معلی که از همه نیرومندتر بود، از چیرگی خنیفر بر زمین‌های پیرامون بیمناک شد و به دستیاری روس غلیم او را سر به نیست کرد. سپس حیدر و سعد، شیوخ این طوایف را به کین‌خواهی پدر کشتند و با پشتیبانی فرمانروای مشعشعی، ریاست آنان را حیدر به عهده گرفت (تحقیقات مؤسسه آل کثیر). عزاوی گفته‌است: «تنها در روزگار صادق‌خان زند و طی درگیری‌های وی با عشیرهٔ منتفق است که با نام آل کثیر برخورد می‌کنیم (عشائر…، ۴/۱۹۵)،

## دوره صفوی
اما نام این عشیره نخستین‌بار در رویدادهای اواخر دوران صفویه و مشخصاً در جریان صفی میرزا دیده می‌شود. در این هنگام ریاست عشیره با شیخ فارِس فرزند ناصر و نوهٔ خنیفر بود. به دنبال حملهٔ افغانها به ایران و تسلیم شدن شاه سلطان حسین صفوی (۱۱۰۵–۱۱۳ق/۱۶۹۴–۱۷۲۳م) کسان بسیاری به ادعای پادشاهی و شاهزادگی برخاستند و بدین‌سان ملوک‌الطوایفی فراگیر شد (استرابادی، ۲–۳؛ کوهمره‌ای، ۴۷۸).
در ۱۱۳۷ق/۱۷۲۴م شخصی به نام صفی میرزای ثانی وابسته به طایفهٔ کرانی خلیل‌آباد بختیاری (ناحیه‌ای در اطراف الیگودرز) خود را فرزند شاه سلطان حسین خواند و به یاری سران ایل‌ها و عشایر محال شوشتر و کوهگیلویه به فرمانروایی پرداخت. اما شاه طهماسب نامه‌ای در تکذیب ادعای او فرستاد. از این‌رو، سران بختیاری صفی میرزا را به زندان انداختند، اما مردم به سبب ناخشنودی از ابوالفتح خان (حاکم شوشتر)، و به هواخواهی صفی میرزا سر به شورش برداشتند و در نتیجه صفی‌میرزا آزاد شد و با هواخواهانش به کوه‌های بختیاری پناه برد و سرانجام در محرم ۱۱۴۰ق/اوت ۱۷۲۷م در دهدشت (از دهستان بویر احمدی سردسیر بخش کوهگیلویهٔ شهرستان بهبهان) به فرمان طهماسب قلی‌خان (نادرشاه) کشته شد. طی ۲ سال قدرت صفی میرزا، حکومت شوشتر با شیخ فارِس آل کثیر بود و اسفندیار بیک کارگزاری او را به عهده داشت (جزایری، ۹۰–۹۲).

## دوره نادری
نادر به پاداش دستیاری کلبعلی خان پسر مهرعلیخان در کشتن صفی میرزا، فرمان حکومت شوشتر را به نام او نوشت، اما اقتدار آل کثیر از آشکار شدن این فرمان جلوگیری کرد و تا ۱۱۴۲ق/۱۷۲۹م که نادرشاه به خوزستان آمد، اسفندیاربیک همچنان به کارگزاری شیخ فارِس به شوشتر فرمان می‌راند (جزایری، ۱۱۲؛ کسروی، ۱۰۰). بدین‌سان، آل کثیر درمنطقهٔ میاناب و شهرهای دزفول و شوشتر از اقتداری برخوردار شد که تنها پس از بالا گرفتن کار شیخ خزعل (۱۲۷۹–۱۳۵۵ق/۱۸۶۲–۱۹۳۶م) آن را از دست داد. در ۱۱۴۶ق/۱۷۳۳م پس از شکست نادر از توپال عثمان پاشا، محمدخان بلوچ حاکم کوهگیلویه و دزفول و شوشتر، به کمک ابوالفتح خان، حاکم پیشین شوشتر، آوازه در داد که نادر برای دومین بار شکست خورده و گم شده‌است (جزایری، ۱۱۶، ۱۱۷). او مردم شوشتر و برخی شیوخ را با خود همداستان کرد و حکومت کوهگیلویه را به شیخ فارِس آل کثیر سپرد (استرابادی، ۲۲۰). نادر، محمدحسین خان سردار را به سرکوب شیخ فارِس که در قلعهٔ خود به مخالفت سنگر گرفته بود، فرستاد. پس از آنکه محمدخان را در بند شولستان شکست داد (گلستانه، ۳۷۶)، شیخ فارِس و تنی چند از شیوخ عرب خواستار امان شدند. نادر فرمان داد که که شیوخ را همراه با فرزندان شیخ فارِس از راه خرم‌آباد به استرآباد بکوچانند (استرابادی، ۲۲۶).

## پس از نادر
پس از کشته شدن نادر (۱۱۶۰ق/۱۱۴۷م)، بار دیگر آشفتگی ایران را فرا گرفت. علی قلی‌خان برادرزادهٔ نادرشاه با نام عادلشاه به پادشاهی نشست و حکومت هویزه (حویزه) را به مولی مُطْلِب خان مشعشعی و حکومت شوشتر را به عباس قلی‌خان واگذاشت (جزایری، ۱۲۶). در این دوره بود که آل کثیر نیرومند شدند و بر بخش خاوری خوزستان دست یافتند و کشمکش آنان با مولی مطلب و دیگران آغاز شد (کسروی. ۱۱۱). مطلب خان برای پیشگیری از گسترش اقتدار آل کثیر تصمیم به گوشمال شیخ محمد بن فارِس و دیگر شیوخ عشیره گرفت، اما در جنگی که روی داد، مولی مطلب درسرخکان، نزدیک شوشتر شکست خورد و به هویزه بازگشت (جزایری، ۱۲۷). آل کثیر از این پیروزی دلیرتر شدند و بر همهٔ سرزمینهای پیرامون شوشتر و دزفول تسلط یافتند. در ۱۱۶۱ق/۱۷۴۷م پس از آنکه ابراهیم خان برادر خود، عادلشاه را مغلوب کرد، حاکم جدیدی به شوشتر فرستاد، اما مردم از سختگیری وی به شیوخ عرب پناه بردند و اهالی دزفول نیز محمدرضا بیک حاکم شهر را بیرون راندند. محمدرضا بیک به شیوخ آل کثیر پیوست و ایشان نیابت شوشتر را به او واگذاشتند. (همو، ۱۲۸). در این دوران آل کثیر با بختیاری‌ها گونه‌ای هم‌پیمانی داشتند، زیرا هنگامی که شاه مرادبیک از افشار گَنْدَزْلو به حکومت شوشتر دزفول رسید، آل کثیر به پشتیبانی از محمدرضا بیک در نزدیکی قلعهٔ بیدرویه بروجرد بر او حمله بردند ودستگیرش کردند و او را در میان عشیره به بند کشیدند، اما شاه مرادبیک گریخت و به خانهٔ برادرش نوروزخان در محله گَرْگَرْ (محلهٔ حیدریها) پناه برد. شیخ آل کثیر نیز به یاری مردم محلهٔ دستوا (نعمتی‌ها) به بیرون راندن وی برخاست. سرانجام پس از جنگ در عقیلی (دهستانی پیرامون شوشتر) هواخواهان شاه مرادبیک شکست خوردند و شیخ آل کثیرهمچون پیش، حکومت شهر را به محمدرضا بیک سپرد (همو، ۱۲۹). پس از ابراهیم شاه، شاهرخ میرزا فرزند رضاقلی در ۱۱۶۲ق/۱۷۴۸م در خراسان به پادشاهی نشست و فرمان حکومت ایالت شوشتر را به نام محمدرضا بیک نوشت. شیخ آل کثیر ناخشنود شد و با مردم محلهٔ گرگر به محاصرهٔ دستوا پرداخت، اما پادشاه جدید، شاه اسماعیل سوم معروف به ید ابوتراب (۱۱۶۳–۱۱۶۵ق/۱۷۴۹–۱۷۵۱م) فرمان حکمرانی را به نام شیخ آل کثیر فرستاد. این کشمکش سرانجام به مصالحه انجامید و حکومت را به محمدرضا بیک واگذاشت شد (همو، ۱۳۰، ۱۳۱). در صفر ۱۱۶۴ق/دسامبر ۱۷۵۰م عباس قلی‌خان که در محال پشتکوه فیلی اقامت داشت، به دزفول بازگشت و مردم شهر با او همداستان شدند (جزایری، ۱۴۵، ۱۴۶) و مهرعلیخان که تا آن هنگام حاکم شهر بود گریخت و در قلعهٔ بندبار جای گرفت. شیخ حَرْب فرزند کریم از شیوخ کثیر که با مهرعلیخان خویشاوندی داشت، شیخ سعد و دیگر شیوخ آل کثیر را به پشتیبانی از او به محاصرهٔ دزفول کشاند. در این میان مولی طلب همراه با شیوخ آل سلطان به قصد سرکوب آل کثیر به کنار کرخه آمد وچندی بعد عباس قلی‌خان نیز به او پیوست. در این جنگ که چهار ماه به درازا کشید، گروهی کشته شدند، اما کار به مصالحه انجامید، با این حال، دو طرف چند باردیگر نیز به کشمکش برخاستند. جزایری نوشته‌است که شیخ آل کثیر در ۱۱۶۷ق/۱۷۵۳م درهویزه زندانی بود (ص ۲۰۲).
در ۱۱۶۵ق/۱۷۵۱م میان شیوخ آل کثیر اختلاف افتاد و شیخ ناصر فرزند کریم به کمک شیخ مطلب برادرش به ریاست عشیره رسید (همو، ۱۸۷). در این میانه جنگهایی به پا شد و شیخ طَعّان برادر شیخ ناصر و شیخ سالم بن حرب برادرزادهٔ او کشته شدند. در همین هنگام شخصی به نام سلطان حسین میرزا که خود را فرزند شاه طهماسب می‌خواند، در عراق پدیدار شد. علیمردان خان بختیاری به پشتیبانی از او برخاست و نامه‌ای به شیخ ناصر نوشت و خواستار پشتیبانی او شد، اما شیخ ناصر اعتنایی نکرد (همو، ۱۹۰، ۱۹۱). سرانجام پس از جنگی که میان کریم خان زند و علیمردان روی داد و به پیروزی کریم‌خان انجامید، شیخ سعد کاملاً مغلوب شد و به شیوخ آل خمیس پناه برد و هواخواهانش پراکنده شدند. اهالی دزفول و شوشتر نیز ریاست شیخ ناصر آل کثیر را پذیرفتند. تنها ماندن علیمردان، مایهٔ گسیختگی پیوند او با آل کثیر شد، اما هر دو همچنان دشمن کریم‌خان ماندند. پس از آنکه کریم خان بر بخش عمده‌ای از ایران دست یافت، سیزعلی خان خواهرزادهٔ خود را به حکومت فیلی و خوزستان فرستاد، اما او در جنگی که در ۱۱۷۵ق/۱۷۶۱م روی داد، به دست شیخ عَلوان فرزند کشته شد (نامی، ۱۰۹، ۱۱۰). در۱۱۷۶ق/۱۷۶۲م که زکی‌خان پسرعموی کریم خان بر او شورید، به آل کثیر روی آورد و آنان به نشانهٔ دشمنی با کریم خان زند او را پذیرا شدند (همو، ۱۲۳، ۱۲۴). بازدر ۱۱۷۶ق/۱۷۶۲م نظرعلی خان که از سوی کریم خان برای سرکوب بنی‌لام به دزفول رفته بود، در بازگشت با عرب‌های آل کثیر روبه‌رو شد و دارایی آنان را چاپید وغنیمت بسیار گرفت (همو، ۱۲۹، ۱۳۰). از این‌رو به دشواری می‌توان نقل عزاوی را پذیرفت که نوشته‌است در نبرد ابی حلانه، عشیرهٔ آل کثیر به سرکردگی شیخ علوان در کنار سربازان صادق‌خان بر ضد منتفق جنگید (تاریخ العراق، ۶/۸۰).

## دوره قاجار

شیخ حاجات (سمت راست) و شیخ خَلَف (سمت چپ) شیوخ معروف سابق آل کثیر در خوزستان

در آغاز حکومت قاجاریان، خوزستان به چندین بخش تقسیم شده بود. آل کثیر، خاندان مشعشع و کعبیان هریک جداگانه به سر می‌بردند و پروایی از آقامحمدخان قاجار نداشتند (کسروی، ۱۴۹). همزمان با مرگ محمدشاه قاجار در ۱۲۶۴ق/۱۸۴۷م دربیش‌تر نواحی ایران شورش بر پا بود و شیوخ عرب در همه جای خوزستان به نافرمانی پرداختند. از جمله شیخ حداد رئیس عشیرهٔ آل کثیر خود را در منطقهٔ دزفول و شوشتر شاه خواند و به نام خود سکه زد. مولی عبدالله مشعشعی با گروهی از عشایر بنی ساله، با وی و عنافجه (عنافقه) به سرکوب شاه حداد به دزفول رفت. به دنبال جنگی سخت، شیخ حداد به دست عشایر عنافجه دستگیر شد. مولی عبدالله چند روزی او را در هویزه نگه داشت و سپس به خرم‌آباد فرستاد، اما شیخ حداد به کمک یکی از غلامانش از زندان گریخت و به دزفول بازگشت (قائم مقامی، ۱۶) و در دژ سلاسل نشیمن گرفت و از مردم مالیات خواست. در ۱۲۶۵ق/۱۸۴۸م میرزا قوام‌الدّین که از سادات طباطبایی بهبهان بود، با دستیاری تنی چند ازشیوخ عرب خوزستان همچون شیخ حاکم، شاه حداد، شیخ جابر، شیخ عبدالله، و شیخ قادر به خودسری پرداخت (کسروی، ۱۷۷). ناصرالدین شاه عموی خود اردشیر میرزا را به حکومت لرستان و خوزستان فرستاد و او آشوبگران دزفول و شوشتر را دستگیرکرد و به تهران روانه ساخت و سردار سپاه خود سلیمان خان میرزا را به گوشمال میرزا قوام‌الدّین و شیوخ عرب و سران بختیاری گسیل داشت. سلیمان خان حداد شاه و شیخ جابر را دستگیر کرد و در قلعهٔ سلاسل شوشتر به بند کشید و سپس به تهران برد (سپهر، ۳/۳۴۶). چنین می‌نماید که عشیرهٔ آل کثیر پس از دستگیری شاه حداد تا مدتی فرماندار دولت بود، زیرا در ۱۲۶۷ق/۱۸۵۰م زمانی که خانلر میرزای احتشام‌الدّوله به حکومت لرستان و خوزستان رسید، ۵۰۰ تن از سواران آل کثیر برای سرکوب شورش لرهای فیلی که به سرزمین عربهای بنی‌لام پناه برده بودند، به اردوی احتشام‌الدّوله پیوستند (همو، ۴/۲۴؛ هدایت، ۱۰/۵۱۷).
اوج‌گیری قدرت شیخ خزعل، وضع عشایر خوزستان را دیگرگون کرد و هیچ‌یک از عشایرعرب از سرکوب و دست‌اندازی وی در امان نماند. شیخ خزعل پس از کشتن برادرش شیخ مزعل در ۱۳۱۵ق/۱۸۹۷م نخست فلاحیه (شادگان) و سپس هویزه و دشت میشان را به زیرفرمان خود درآورد. تنها آل کثیر به ریاست فرحان بن اسد در پیرامون شوشتر و حیدر ابن علی بن غافل در پیرامون دزفول به فرمانبرداری از او تن در نداده بودند و آنان را به خرم‌آباد تبعید کرد(جزایری، ۲۳۷).
انقلاب مشروطه در ۱۳۲۴ق/۱۹۰۶م و ناتوانی حکومت مرکزی، شیخ خزعل را به سودای پادشاهی خوزستان انداخت. از این رو برای فرمانبردار ساختن آل کثیر از اختلاف میان شیخ فرحان و طاهر عظیم، مستأخر دهستان عقیلی، وآزمندی بختیاری‌ها نسبت نسبت به زمینهای آل کثیر، سود جست و در نهان با خانهای بختیاری به توافق رسید. بر پایهٔ این توافق، املاک آل کثیر در برابرسرکوب شیخ فرحان به خزعل واگذار شد. خزعل برای تضعیف شیخ فرحان، از دو طایفهٔ کعب دبیس و کعب السّطاطله که میان دزفول و شوشتر اقامت داشتند و با آل کثیرهم‌پیمان بودند، بهره گرفت و آنان را به سرکشی برانگیخت. از سوی دیگر لرها نیز به دستور خان‌ها هر شب بر او شبیخون می‌زدند. فرحان ناگزیر تسلیم گشت ومتعهد شد که به خزعل مالیات بپردازد. اما شیخ حیدر به فرمانبرداری از خزعل تن در نداد (۱۳۲۶ق/۱۹۰۸م)، و خزعل شیخ حیدر را به بند کشید و یکی از نوکران خود را در آن دزفول به شیخی نشاند. از این پس فرحان آگاه در زندان و گاه آزاد به سر برد و جز بر بستگان خود ریاستی نداشت (همو، ۲۳۹). سرانجام شیخ خزعل پس از لشکرکشی رضاخان به خوزستان و سرکوب خانهای بختیاری و شیوخ عرب در ۱۳۴۳ق/۱۹۲۴م تسلیم شد.
عشیرهٔ آل کثیر پس از مرگ شیخ فارِس به سه شاخهٔ بزرگ بیت سعد و بیت کریم (بیت خلف الحیدر) و بیت ناصر تقسیم شد که گاه همچون ۳ قبیلهٔ جداگانه به‌شمار می‌آمدند (فیلد، ۱۹۴). (II(B)/۱۶۱۸). نجم‌الملک نیز در اشاره به این عشیره از آل کثیر یا بیت خلف الحیدر و بیت سعد سخن گفته‌است (ص ۱۲۱). با اینهمه، تردیدی نیست که بیت سعد بخشی از عشیرهٔ آل کثیراست و این جداسازی‌ها از نامگذاری‌های ساکنان مناطق مختلف پدید آمده‌است. دزفولیها بیت کریم را گاه حوشیه، گاه بیت خلف الحیدر و گاه بیت غافل می‌نامند (تحقیقات مؤسسه آل کثیر). این جداسازی زاییدهٔ معروفیت و سرشناسی  شیخ خلف الحیدر رئیس عشیره ال کثیر مي‌باشد، زیرا هریک از این دو شاخه از روابط جداگانه‌ای با حکومتهای محلی برخوردار بوده‌اند. مثلاً شیخ فرحان اسد از یک سو در پی دوستی با شیخ محمره (خرمشهر) برآمد و از سوی دیگر خواهرش را به کریم‌خان لُرِ فیلی به زنی داد (تحقیقات مؤسسه آل کثیر؛ لاریمر، II(A) ۹۹۷)، اما شیخ حیدر دخترش را به ازدواج رئیس لرهای سگوَنْد درآورده بود و خواهان آن بود که گرفتاری‌های خود را با تکیه بر سگوندها و با بهره‌گیری غیرمستقیم از اقتدار والی پشتکوه 
و سیتره روی دزفول و شوش برطرف کند. شیخ فرحان با صاحب منصبان شوشتر نزدیکی داشت و شیخ حیدر با مقامات دزفول (همان‌جا). با اینهمه برخلاف نوشتهٔ لاریمر (II(B)/۱۶۲۰)، حیدر به بیت کریم وابسته‌است نه به بیت سعد. بنیاد عشیرهٔ آل کثیر خاندان خنیفر است که شیوخ از آن برخاسته‌اند، اما همچون دیگر عشایر قدرتمند، طوایف دیگری نیز به واسطهٔ هم‌پیمانی یا همزیستی به آن وابسته شده‌اند. علل اصلی این‌گونه وابستگی‌ها را باید در ضرورت دستیابی به آب و زمین و دفاع از خود در برابر حملات قبایل دیگر جست. از این‌رو عشیرهٔ ضعیف برای آنکه از زمین و آب و پشتیبانی عشیرهٔ قدرتمند برخوردار شود، می‌بایست سهمی در تأمین مردان جنگی و پرداخت «فَصْل» برعهده گیرد.
خاندان خنیفر از سه بخش بیت سعد، بیت کریم و بیت ناصر تشکیل شده‌است. سعد (پسربزرگ)، کریم (پسر میانی) و ناصر (پسر کوچک) فرزندان فارِس بن ناصربن بن خنیفرند؛ بنابراین، برخلاف نوشتهٔ دانشنامه سعد و کریم و ناصر نبیرگان خنیفر و برادر یکدیگرند (تحقیقات مؤسسه آل کثیر):
۱. بیت سعد: در رویدادهای تاریخی منطقه، بیت سعد همواره مقلوب حوادث روزگار بودند اما بیت کریم به سرکردگی شیخ حیدر و بعدا پسرش شیخ خلف نقش عمده‌ای در گسترش و بقای طايفه آل کثیر ایفا کرده‌اند. بیت سعد به ۲ شاخهٔ اصلی بیت قاطع و بیت سلطان تقسیم می‌شود که هر یک دارای بخش‌هایی است:
الف - بیت قاطع: بیت منیّان، بیت عَجیل، بیت فرحان، بین سلطان، بیت عبدالحسین، بیت شایع، بیت مُطْلب، بیت مَنْهَل، بیت عَرار (عجم ساکن شوشتر وپیرامون آن)، بیت عُلَیْل عبدالسیّد.
ب - بیت سلطان: بیت لازم، بیت ناصر الحطّاب، بیت غَضبان، بیت فیای. ضمناً بین رَمْلی نیز جدا از بین قاطع و بیت سلطان به بیت سعد بازمی‌گردد. وابستگان بیت سعد از عشایر دیگر، از این قرار است:کعب السّطالطه (که به ۲ تیرهٔ اصلی بیت کرم الله و بیت فرج‌الله تقسیم می‌شود)، دیلم الحَناتشه، زُهَیْریه، بَدْوان (شامل بیت راشد، بیت طَربوش، بنی جمیل، خسارجه یا خزارجه، خضیر)، محامید، طوایف طریف، نیس، مزرعه و آل حائی را نیز در شمار وابستگان بیت سعد آورده‌است (II(B)/۱۶۱۹, ۱۶۲۰). افراد بیت سعد امروزه در روستاهای ده نو (نام قلعه‌ای که فرحان آن را ساخت)، شب خاص، شاه ولی، صَمَنْدی، فرج‌آباد، شنگر، خزینه، عُجَیْرِب (عقیرب)، شوره، گَلّه گَه (گَلّه‌گاه)، المُچَیْشِر (المکیشر) زندگی می‌کنند که از میان ۴روستای ده نو، گله گه، المچیشر، و شوره مهم‌ترند.
۲. بیت کریم: این شاخه بیت خلف الحیدر (سران شیوخ آل کثیر)، بیت مِشْعَل، بیت شَبیب، بیت مساعد، بیت فارس السحاب، بیت فرحان الفارس، بیت خریبط المطلب، بیت غافل، بیت اسماعیل الغُوَیْنِم، بیت سلطان العَلی و بیت ماهورالعلی را در بر می‌گیرد. وابستگان بیت کریم از این قرار است: کعب دُبَیْس، دیلم الخَلْتَک، حمزه، معلّی، بیت کریم اکنون به‌طور عمده در روستای حَرّریاحی (نام پیشین آبادی شیخ خلف)، شوش و دزفول ساکنند. ساکنان آبادی خلف که بیش از ۲۰۰‘۱ خانوار جمعیت دارد در کارخانه‌های اطراف به‌ویژه کارخانهٔ نیشکر هفت‌تپه به کار مشغولند. روستاهای دیگری که بخشی از بیت کریم در آن‌ها سکونت دارند عبارتند از بُنّه طالب، صَبْحه، آل مُعَلّی، دیلم، صُخَیْری، بنی عَقیل و شَرْفه به اضافه تمام زمینهای شرکت نيشکر هفت‌تپه و دیگر شرکتهای زراعی اطراف شهرهای شوش و دزفول.
۳. بیت ناصر، این بخش، از بیت طوفان، بیت صافی، بیت ارْحَمه، بیت رِزْج، بیت مِطْلَق ابن رزج، بیت سلطان، بیت سالم، بیت مبارک، بیت مساعد، بیت مُطْلِب المِشْعَل السالم تشکیل می‌شود. افراد بیت ناصر اغلب در شوش و روستای عَلَم الهدی (نام پیشین بیت عیسی الخُلَیْف) و پیرامون نهر شاور (در جنوب شوش) و برخی نیز در هویزه زندگی می‌کنند. بیش‌تر ساکنان شوش در شرکت نیشکر هفت‌تپه کار می‌کنند، اما ساکنان
علم الهدی کشاورز و دامدارند.